# Citroën Total WTCC
Het Citroën World Touring Car Team is de touring car-afdeling van Citroën Racing van het Franse automerk Citroën. Het team is opgericht in 2013 en komt uit in het World Touring Car Championship. Het team werd in 2014 en 2015 wereldkampioen bij de constructeurs. In diezelfde jaren won het team ook de rijderstitel met José María López.

## Geschiedenis
Het Citroën World Touring Car Team is opgericht in juni 2013, toen bekend werd dat het team in 2014 deel zou nemen aan het World Touring Car Championship. Negenvoudig wereldkampioen rally Sébastien Loeb stapte meteen in voor het team en enkele weken later maakte ook drievoudig WTCC-kampioen Yvan Muller bekend voor het team te gaan rijden. Tevens werd bekend dat het team zou gaan rijden met de Citroën C-Elysée, gebouwd naar de nieuwe TC1-reglementen. Loeb en Muller reden de eerste tests met deze auto. Kort na het eind van het WTCC seizoen 2013 werd bekend dat José María López het Citroën-team in 2014 compleet maakt. Ook zet het team een Aziatische coureur in bij de Aziatische raceweekenden van het kampioenschap. In februari 2014 werd bekend dat Ma Qing Hua deze coureur zou worden.
In 2014 domineerde Citroën het kampioenschap met zeventien overwinningen in drieëntwintig wedstrijden. Het team won het constructeurskampioenschap met nog vijf races te gaan door de eerste vier plaatsen te bezetten in de eerste race van de manche in China. Citroën bezette ook de top drie plaatsen in het coureurskampioenschap, met José María López, Yvan Muller en Sébastian Loeb.
In 2015 domineerde Citroën het kampioenschap opnieuw, met  o.a. 10 overwinningen voor regerend kampioen José María López, die opnieuw de titel won. Met de tweede en derde plaats voor respectievelijk Yvan Muller en Sébastien Loeb, bezette Citroën opnieuw de top drie plaatsen in het coureurskampioenschap.